# Emanation
Emanation är ett utflöde eller utströmning ur det gudomliga, en tolkning av de himmelska väsendenas och världarnas tillkomst hos gnostiska, nyplatonska och senare persiska och arabiska filosofer som menade att tingen utgör en del av Guds väsen. Det antas således att det finns ett överflöd i Gud så att allt det övriga varande framkommer som en följd av en ”utströmning” (emanation) från Gud. Genom denna utströmning framkommer en mångfald av varanden: ändliga, begränsade, underordnade tid och rum, ofullkomliga, skilda och med split mellan dem.
Emanation har tidigare även använts som namn på den ädelgas, som numera kallas radon.